# Джанджгава, Гиви Ивлианович
Гиви Ивлианович Джанджгава (10 августа 1940, Тбилиси — 7 октября 2021, Москва) — учёный в области автоматики и телемеханики, создатель авиационных пилотажно-навигационных комплексов, лауреат Государственной премии СССР (1983), Государственной премии РФ (1996), премий РАН имени Б. Н. Петрова (2001) и имени А. Н. Туполева (2003).

## Биография
Родился 10 августа 1940 года в городе Тбилиси Грузинской ССР.
В 1964 году окончил Московский энергетический институт по специальности автоматика и телемеханика, после которого начал работать в Раменском приборостроительном конструкторском бюро (РПКБ). Прошёл все ступени трудовой карьеры — от рядового инженера до генерального конструктора (1991—2010) — генерального директора РПКБ. В последние годы работал в должности заместителя генерального директора по НИОКР бортового оборудования АО "Концерн Радиоэлектронные технологии" (КРЭТ). 
Профессор, доктор технических наук (1988), действительный член общественных академий (Академии технологических наук РФ и Международной академии информатизации).
Труды Джанджгавы в области разработки теории и методов проектирования средств навигации с использованием физических полей земли, автономных и корректируемых систем авионики способствовали созданию в 1980-х годах ударных авиакомплексов. Под его руководством был создан для самолёта МиГ-29 цифровой прицельно-навигационный комплекс, комплексы для авионики для самолётов и вертолётов корабельного базирования, истребителей Су-27.
Гиви Ивлианович Джанджгава умер 7 октября 2021 года.

## Общественная деятельность
- член Бюро центрального совета Союза машиностроителей России;[5]
- член Бюро Ассоциации «Лига содействия оборонным предприятиям»;[5]
- председатель Межведомственного научно-технического совета при Министерстве обороны РФ;
- член комитета по содействию модернизации и технологическому развитию экономики России Торгово-промышленной палаты России.

## Награды и звания
- Орден Дружбы (2011)

- Премия Правительства Российской Федерации 2008 года в области науки и техники (10 марта 2009) — за разработку и внедрение оборудования нового поколения и технологий сварки в вакууме для повышения качества газотурбинных двигателей
- Общественная награда орден «Слава России» (2007)
- Премия РАН имени А. Н. Туполева (2003) — за цикл работ «Модернизация авиационных комплексов на базе новых технических решений»
- Национальная премия имени Петра Великого (2003)
- Национальная премия «Золотая идея» (2004)[6]
- Премия РАН имени Б. Н. Петрова (2001) — за цикл работ «Теория и практика комплексных инерциально-экстремальных систем навигации и управления подвижных объектов»
- Заслуженный деятель науки Российской Федерации (1998)
- Медаль «В память 850-летия Москвы» (1997)
- Государственная премия РФ (1996) — за разработку научных основ и комплекса новых технологических процессов и оборудования для современного приборостроения
- Медаль «300 лет Российскому Флоту» (1996)
- Государственная премия СССР (1983)
- Орден Чести (Грузия)[7]
- Почётный гражданин Раменского района Московской области
- Почётный авиастроитель СССР